# سکیره
سکیره (セキレイ, ت.ت. 'دم‌جنبانک') یک مجموعه سینن مانگای ژاپنی که توسط ساکوراکو گوکوراکوئین نوشته شده است و از ۳ دسامبر ۲۰۰۴ تا اوت ۲۰۱۵ در مجلهٔ یانگ گانگان توسط اسکوئر انیکس منتشر می‌شد. از روی این مانگا، دو مجموعه تلویزیونی انیمه توسط استودیو سون آرکس و به کارگردانی کیزو کوساکاوا تهیه گردیده است که در سال ۲۰۰۸ و ۲۰۱۰ پخش گردیده‌اند. داستان مجموعه حول محور پسری به نام میناتو ساهاشی است، که برای دو سال پیاپی امتحان ورودی به دانشگاه را رد شده است. اما زندگی او با بوسیدن دختری زیبا به نام موسوبی دچار تغییر گردید.

## داستان
داستان در شهر توکیو و در سال ۲۰۲۰ رخ می‌دهد. شخصیت اصلی داستان پسری ۱۹ ساله به نام میناتو ساهاشی است که برای دو سال موفق به قبول شدن در امتحان ورودی دانشگاه را نشده است. میناتو پسری بسیار باهوش است اما باتوجه به ناتوانی او برای مقابله با فشارهای روحی آزمون ورودی، از ورود به دانشگاه عاجز مانده است. در یکی از روزها میناتو با دختری زیبا به نام موسوبی که آسمان به پایین پرتاب شده بود برخورد می‌کند. او بزودی درمی‌یابد که موسوبی یک سکیری است که او را به عنوان آشکابی (انسان‌هایی دارای ژن به خصوصی هستند که آن‌ها را قادر می‌سازد با سکیری همگام شوند) خود انتخاب کرده است و آن‌ها وارد یک مسابقه به نام سکیری پلن شده‌اند، مسابقه‌ای که بین ۱۰۸ سکیری در کنار آشکابی‌های آن‌ها صورت می‌گیرد. این همگام سازی که توسط بوسه‌ای صورت می‌گیرد، به آن‌ها اجازه می‌دهد تا از تمام نیروی خود برای مبارزه با دیگر سکیری‌ها استفاده کنند. برای آخرین نفری که در این مبارزات باقی بماند جایزهٔ باشکوهی در انتظارشان است، اما برای کسانی که شکست می‌خورند جدایی ابدی از کسی که دوستشان دارند در نظر گرفته شده است. این مسابقات توسط فردی به نام هیروتو میناکا، رئیس و مؤسس شرکتی مقتدر و مرموز به نام «MBI» سازماندهی می‌شود.
میناتو در می‌یابد که برای جلو رفتن در این مسابقات به کمک بیشتری نیاز دارد، این بدین معنی است که هر بوسه جدید، یک مشکل جدید نیز به همراه دارد اما شانس آن‌ها برای پیروزی در این مسابقات را بیشتر می‌نمود.